# Nippobodes tamlaensis
Nippobodes tamlaensis är en kvalsterart som beskrevs av Choi 1996. Nippobodes tamlaensis ingår i släktet Nippobodes och familjen Nippobodidae. Inga underarter finns listade i Catalogue of Life.